# Alphas Kishoyian
Alphas Kishoyian (Kenia, 12 de octubre de 1994) es un atleta keniano especializado en la prueba de 400 m, en la que consiguió ser subcampeón mundial juvenil en 2011.

## Carrera deportiva
En el Campeonato Mundial Juvenil de Atletismo de 2011 ganó la medalla de oro en los 400 metros, llegando a meta en un tiempo de 46.58 segundos, tras el estadounidense Arman Hall y por delante del polaco Patryk Dobek (bronce con 46.67 segundos).